# Thiénans
Thiénans is een gemeente in het Franse departement Haute-Saône (regio Bourgogne-Franche-Comté) en telt 87 inwoners (2011). De plaats maakt deel uit van het arrondissement Vesoul.

## Geografie
De oppervlakte van Thiénans bedraagt 4,2 km², de bevolkingsdichtheid is dus 20,7 inwoners per km².
De onderstaande kaart toont de ligging van Thiénans met de belangrijkste infrastructuur en aangrenzende gemeenten.

## Demografie
Onderstaande figuur toont het verloop van het inwonertal (bron: INSEE-tellingen).